# لوئنن
لوئنن (به هلندی: Loenen) یک منطقهٔ مسکونی در هلند است که در آپلدورن واقع شده‌است. لوئنن ۳۶٫۹ کیلومتر مربع مساحت و ۳٬۰۶۶ نفر جمعیت دارد و ۲۵ متر بالاتر از سطح دریا واقع شده‌است.